# Дорошівка (заказник)
До́рошівка — лісовий заказник місцевого значення в Україні. Розташований у межах Вознесенського району Миколаївської області, на схід від села Дорошівка. 
Площа 136 га. Статус присвоєно згідно з рішенням від 23.10.1984 року № 448. Перебуває у віданні ДП «Вознесенське лісове господарство» (Прибузьке лісництво, кв. 115, 117-121). 
Статус присвоєно для збереження кількох штучно створених лісових масивів, що зростають на схилах долини річки Білоусівки (ліва притока Південного Бугу). У деревостані переважають: акація, граб, сосна.